# Enric Mas
Enric Mas Nicolau (Artá, Mallorca, 7 de enero de 1995) es un ciclista español que debutó con el equipo Klein Constantia en 2016. Desde 2020 milita en las filas del conjunto Movistar Team.

## Trayectoria
Destacó como amateur siendo segundo de la Vuelta al Bidasoa en 2015 donde además ganó una de sus etapas. Tras debutar como profesional en 2016 con el Klein Constantia, en 2017 dio el salto al WorldTour con el Quick-Step Floors, disputando ese mismo año su primera vuelta de tres semanas al participar en la Vuelta a España.
En abril de 2018 logró su primera gran victoria al vencer en la última etapa de la Vuelta al País Vasco. El 15 de septiembre logró la victoria en la 20.ª etapa de la Vuelta a España, en el Collado de la Gallina, colocándose así en el segundo puesto de la clasificación general tras Simon Yates.
En 2019 participó en su primer Tour de Francia. Tras estar desde el inicio en los primeros puestos de la clasificación general, en la 15.ª etapa perdió toda opción de optar por el triunfo final tras perder 31 minutos debido a problemas estomacales. El 8 de agosto el Movistar Team hizo oficial su fichaje para las siguientes tres temporadas. Antes de incorporarse al conjunto telefónico, en su última carrera con el Deceuninck-Quick Step, ganó la general del Tour de Guangxi tras mantener el liderato que consiguió al imponerse en la etapa reina.
Debutó con su nuevo equipo disputando algunos trofeos de la Challenge a Mallorca. Posteriormente, participó en la Vuelta a Murcia, abandonando en la primera etapa como consecuencia de un catarro, y en la Vuelta a Andalucía. Tras estar lejos de los mejores en las carreras previas al Tour de Francia, llegó a la ronda gala con el objetivo de terminar entre los 10-15 primeros. En las primeras etapas de montaña fue perdiendo tiempo con los principales candidatos a llevarse la general, aunque con el paso de los días mejoró su rendimiento y acabó finalizando en quinta posición. Para terminar la temporada participó en la Vuelta a España, donde también finalizó en el quinto puesto y se llevó el maillot blanco al ser el mejor joven de la carrera.
Sus principales objetivos de cara al año 2021 eran Tour de Francia y Vuelta a España. En abril logró su primer triunfo desde su llegada al equipo al vencer en la tercera etapa de la Vuelta a la Comunidad Valenciana, colocándose también líder de la prueba. Al día siguiente perdió cualquier opción de llevarse la general al sufrir un pinchazo en el tramo final de la contrarreloj.

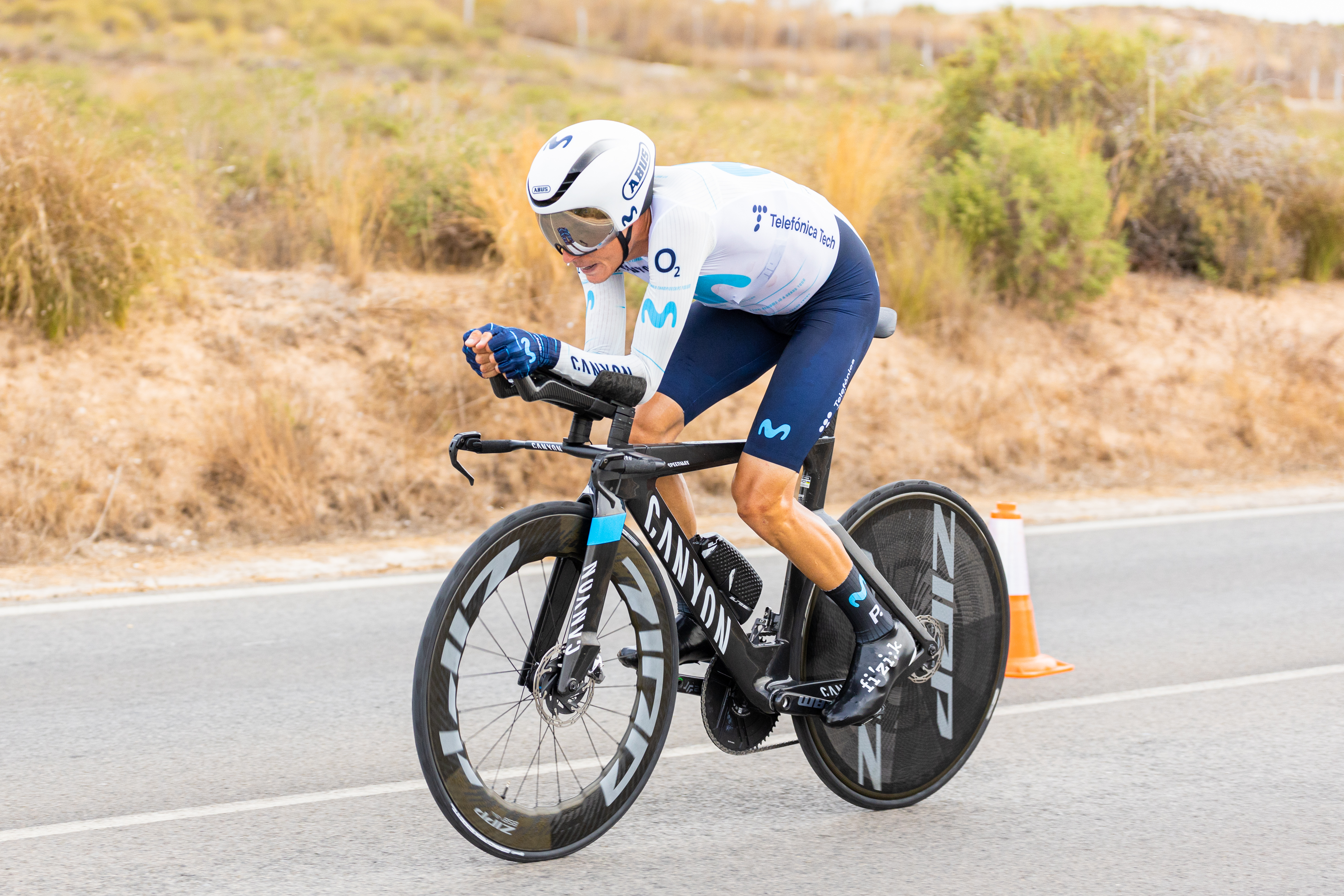
Enric Mas en una contrarreloj de la Vuelta a España 2022

Llegó al Tour de Francia con la intención de mejorar el resultado del año anterior y tratar de pelear por el podio. Este último objetivo no fue posible tras estar a un nivel inferior a sus principales rivales en dos  de las etapas de montaña, finalizando la carrera en la sexta posición, una por debajo que en la edición de 2020. En la Vuelta a España sí que logró subirse al podio tras terminar en segunda posición.
El inicio del año 2022 estuvo marcado por las caídas que le privaron de pelear por el podio en la Tirreno-Adriático y la Vuelta al País Vasco. Volvió a sucederle lo mismo en el Critérium del Dauphiné, abandonando una vez perdió cualquier opción de lograr el triunfo. El 27 de junio, días antes del comienzo del Tour de Francia, amplió su contrato hasta 2025. Durante esta carrera tuvo problemas con los descensos y no la completó tras haber dado positivo en COVID-19. Consiguió solucionar estas dificultades para la Vuelta España, donde volvió a finalizar como segundo clasificado. Terminó la temporada participando en varias clásicas italianas, de las cuales ganó el Giro de Emilia y finalizó segundo en el Giro de Lombardía.

## Palmarés
2016
- Vuelta al Alentejo, más 1 etapa
- Tour de Saboya

2018
- 1 etapa de la Vuelta al País Vasco
- 2.º en la Vuelta a España, más 1 etapa y premio de los jóvenes

2019
- Tour de Guangxi, más 1 etapa

2020
- Clasificación de los jóvenes de la Vuelta a España

2021
- 1 etapa de la Vuelta a la Comunidad Valenciana
- 2.º en la Vuelta a España
- Copa de España[35][36]

2022
- 2.º en la Vuelta a España
- Giro de Emilia

2024
- 3.º en la Vuelta a España

## Resultados

### Grandes Vueltas
| Carrera | Carrera         | 2016 | 2017 | 2018 | 2019 | 2020 | 2021 | 2022 | 2023 | 2024 | 2025 |
| ------- | --------------- | ---- | ---- | ---- | ---- | ---- | ---- | ---- | ---- | ---- | ---- |
|         | Giro de Italia  | —    | —    | —    | —    | —    | —    | —    | —    | —    | —    |
|         | Tour de Francia | —    | —    | —    | 22.º | 5.º  | 6.º  | Ab.  | Ab.  | 19.º | Ab.  |
|         | Vuelta a España | —    | 71.º | 2.º  | —    | 5.º  | 2.º  | 2.º  | 6.º  | 3.º  | —    |

### Vueltas menores
| Carrera | Carrera                | 2016 | 2017 | 2018 | 2019 | 2020 | 2021 | 2022 | 2023 | 2024 | 2025 |
| ------- | ---------------------- | ---- | ---- | ---- | ---- | ---- | ---- | ---- | ---- | ---- | ---- |
|         | Tour Down Under        | —    | 26.º | 17.º | —    | —    | X    | X    | —    | —    | —    |
|         | Tirreno-Adriático      | —    | —    | —    | —    | —    | —    | Ab.  | 6.º  | 12.º | —    |
|         | Volta a Cataluña       | —    | 75.º | 44.º | 9.º  | X    | 19.º | —    | —    | 5.º  | 3.º  |
|         | Vuelta al País Vasco   | —    | 14.º | 6.º  | 11.º | X    | 18.º | 9.º  | 5.º  | —    | 2.º  |
|         | Tour de Romandía       | —    | —    | —    | —    | X    | —    | —    | —    | 6.º  | —    |
|         | Critérium del Dauphiné | —    | Ab.  | —    | —    | 20.º | 11.º | Ab.  | 17.º | —    | 7.º  |
|         | Vuelta a Suiza         | —    | —    | 4.º  | 9.º  | X    | —    | —    | —    | 7.º  | —    |

### Clásicas y Campeonatos
| Carrera                 | Carrera                 | 2016 | 2017  | 2018 | 2019 | 2020 | 2021  | 2022 | 2023 | 2024 | 2025 |
| ----------------------- | ----------------------- | ---- | ----- | ---- | ---- | ---- | ----- | ---- | ---- | ---- | ---- |
| Flecha Brabanzona       | Flecha Brabanzona       | —    | 121.º | —    | —    | —    | —     | —    | —    | —    | —    |
| Amstel Gold Race        | Amstel Gold Race        | —    | —     | Ab.  | —    | X    | —     | —    | —    | —    | —    |
| Flecha Valona           | Flecha Valona           | —    | —     | Ab.  | 30.º | —    | 77.º  | 33.º | 17.º | —    | Ab.  |
|                         | Lieja-Bastoña-Lieja     | —    | Ab.   | 81.º | 59.º | —    | 116.º | 12.º | Ab.  | —    | 99.º |
| Clásica San Sebastián   | Clásica San Sebastián   | —    | 77.º  | —    | 8.º  | X    | —     | —    | —    | —    | —    |
| Gran Premio de Quebec   | Gran Premio de Quebec   | —    | —     | —    | 71.º | X    | X     | —    | —    | —    | —    |
| Gran Premio de Montreal | Gran Premio de Montreal | —    | —     | —    | 16.º | X    | X     | —    | —    | —    | —    |
|                         | Giro de Lombardía       | —    | —     | 51.º | 13.º | —    | —     | 2.º  | Ab.  | 5.º  | —    |
| Mundial en Ruta         | Mundial en Ruta         | —    | —     | Ab.  | —    | Ab.  | —     | —    | —    | 8.º  | —    |
| España en Ruta          | España en Ruta          | Ab.  | —     | 18.º | —    | —    | —     | —    | —    | —    | —    |

—: No participa

Ab.: Abandona

X: No se disputó

## Equipos
- Klein Constantia (2016)
- Quick-Step (2017-2019)
  - Quick-Step Floors (2017-2018)
  - Deceuninck-Quick-Step (2019)
- Movistar (2020-)